# Norma Rae
Norma Rae es una película dramática estadounidense de 1979, dirigida por Martin Ritt y protagonizada por Sally Field. El guion estuvo a cargo de Harriet Frank Jr. e Irving Ravetch, basada en la historia auténtica de Crystal Lee Sutton. Se estrenó en el Festival de Cine de Cannes donde compitió por la Palma de Oro , mientras que Field ganó el premio a la Mejor Interpretación Femenina. Fue estrenada en cines por 20th Century-Fox el 2 de marzo de 1979, con éxito comercial y de crítica. Los críticos elogiaron la dirección de la película, su guion, su mensaje y especialmente la actuación de Field.
La película ganó dos Premios Oscar, a la Mejor Actriz (Field) y a la Mejor Canción (David Shire y Norman Gimbel por It Goes Like It Goes). También fue nominada como Mejor Película y Mejor Guion Adaptado. Es considerada «cultural, histórica o estéticamente» significativa por la Biblioteca del Congreso y fue seleccionada para ser preservada en el National Film Registry en 2011.

## Argumento
Norma Rae es una trabajadora de una fábrica de algodón que ha afectado demasiado a la salud de su familia como para que ella ignore sus malas condiciones de trabajo. También es madre soltera con dos hijos de padres diferentes, uno muerto y el otro negligente, y con frecuencia tiene aventuras con otros hombres para aliviar su soledad y aburrimiento. Al principio, la gerencia intenta desviar sus frecuentes protestas ascendiéndola a «controladora», donde es responsable de asegurarse de que otros trabajadores cumplan con las cuotas de trabajo. Acepta el trabajo a regañadientes por el aumento de sueldo, pero cuando sus compañeros de trabajo, incluido su padre, la rechazan por ser en realidad una «chivata» de los jefes, exige que la despidan. En cambio, la degradan de nuevo a la línea de producción.
Dos hombres entran en su vida y eso cambia su perspectiva. Un excompañero de trabajo, Sonny Webster, la invita a salir después de causarle problemas en la fábrica. Divorciado y con una hija, le propone matrimonio después de un breve noviazgo; reconociendo cuánto tiempo ha pasado desde que conoció a un hombre generoso con quien estar en compañía, ella acepta su oferta. Después de unos pocos encuentros tensos con Reuben Warshowsky, un organizador sindical de la ciudad de Nueva York, Norma Rae lo escucha pronunciar un discurso que la incita a unirse al esfuerzo por sindicalizar su tienda. Esto causa conflicto cuando Sonny observa que ella no pasa suficiente tiempo en casa y con frecuencia está agotada cuando ella está presente. Cuando su padre cae muerto en la fábrica de un ataque cardíaco, una muerte que podría haberse evitado si se le hubiera permitido dejar su puesto temprano en lugar de esperar su descanso asignado, ella está más decidida a continuar la lucha.
La dirección toma represalias contra los esfuerzos de sindicalización, primero reorganizando los turnos para que los trabajadores hagan más trabajo por menos dinero y luego colocando volantes con insultos raciales con la esperanza de dividir a los trabajadores blancos y negros y diluir el impulso. Warshowsky exige que Norma copie el volante racista palabra por palabra para usarlo como evidencia para las sanciones gubernamentales contra su fábrica. Cuando intenta transcribir el volante, la dirección intenta detenerla, luego la despide con el argumento de crear un disturbio y llama a la policía para que la saquen de la fábrica. Mientras espera al sheriff, Norma Rae toma un trozo de cartón, escribe la palabra «SINDICATO» en él, se sube a su mesa de trabajo y se gira lentamente para mostrar el cartel a la sala. Los demás trabajadores detienen sus máquinas de la fábrica una por una y, finalmente, la sala queda en silencio. Después de que todas las máquinas se apagan, Norma Rae es llevada a la cárcel, pero Reuben la libera.
Al regresar a casa con su familia, Norma decide hablar con sus hijos y contarles la historia de su vida, su cuestionable paternidad y su reciente arresto para que estén preparados para cualquier difamación que pueda surgir de quienes esperan desacreditar sus esfuerzos. Después de un tenso intercambio con Reuben, Sonny le pregunta si han tenido intimidad; ella dice que no, pero reconoce que «él está en mi cabeza». Sonny, a su vez, le dice que no hay otra mujer en su cabeza y que siempre permanecerá con ella.
Se celebran elecciones para sindicalizar la fábrica. Norma y Reuben escuchan lo mejor que pueden desde fuera de la fábrica mientras los periodistas y las cámaras de televisión observan el recuento de votos. Con una diferencia de tan solo 100 votos, gana el sindicato. Poco después, Reuben se despide de Norma; a pesar de estar enamorado de ella, sabe que está casada y ama a su marido, por lo que se dan la mano como muestra de amistad.

## Reparto
- Sally Field como Norma Rae Webster
- Beau Bridges como Sonny
- Ron Leibman como Reuben
- Pat Hingle como Vernon
- Barbara Baxley como Leona
- Gail Strickland como Bonnie Mae
- Morgan Paull como Wayne Billings
- Noble Willingham como Leroy Mason

## Producción

### Lugares de filmación
Norma Rae fue filmada en locaciones de Opelika, Alabama. Las escenas del molino se filmaron en Opelika Manufacturing Corp y las escenas del motel se filmaron en The Golden Cherry Motel.

### Guion
La trama de la película se basa en acontecimientos de la vida de la trabajadora textil y organizadora sindical Crystal Lee Sutton , quien luchó contra la fábrica JP Stevens Textiles en su ciudad natal, Roanoke Rapids, Carolina del Norte. La escena en la que Norma Rae escribe "UNION" en una hoja de cartón y se para sobre una mesa hasta que sus compañeros de trabajo apagan sus máquinas, se basa estrechamente en una protesta de Lee Sutton en 1978. Aunque Lee Sutton fue despedida de su trabajo, la fábrica estaba sindicalizada y ella comenzó a trabajar como organizadora del sindicato textil.

## Recepción

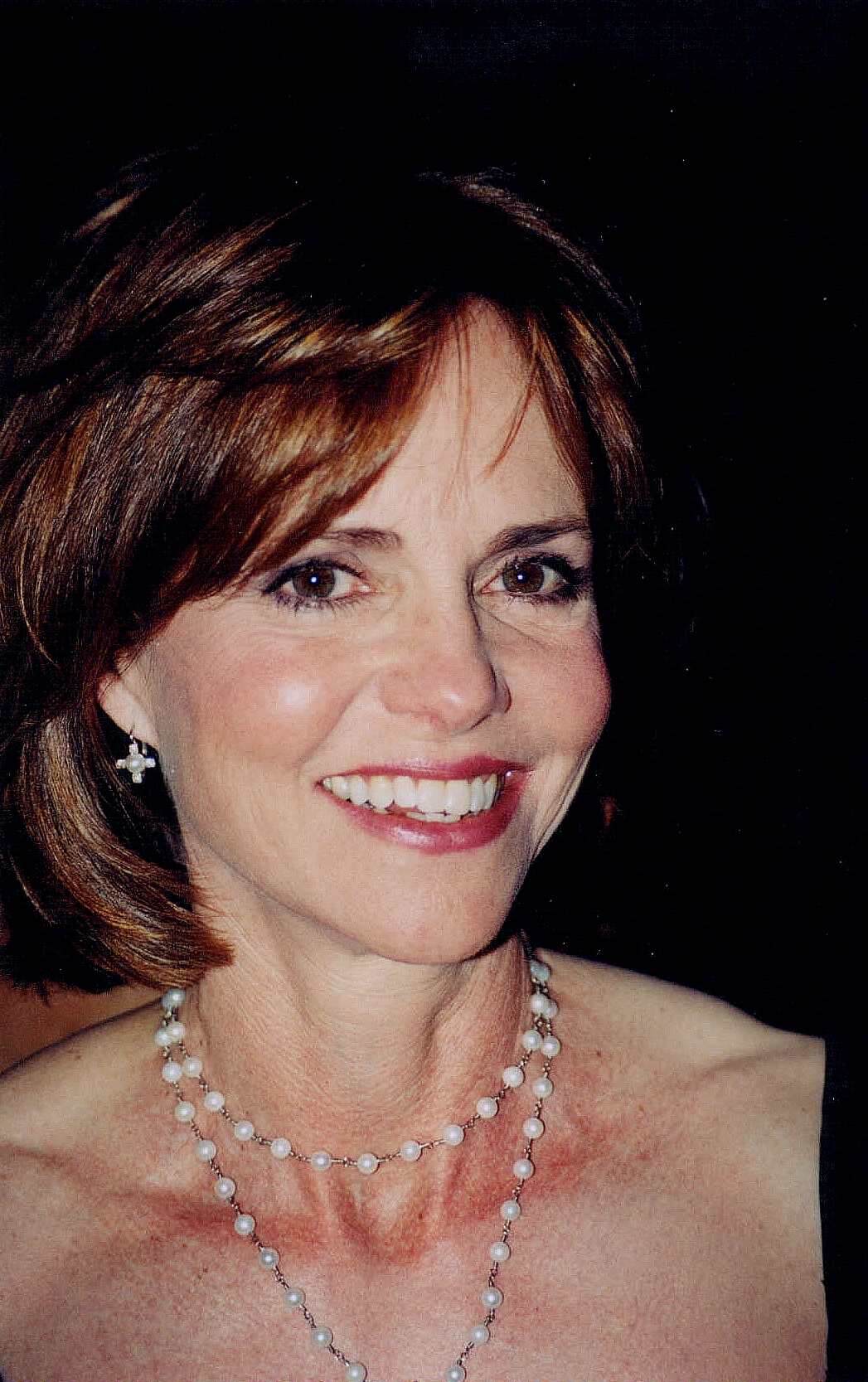
Debido a su interpretación, Sally Field fue ganadora como "Mejor Actriz" en los Premios Oscar, Globos de Oro, National Board of Review y en el Festival de Cannes, entre otras.

Con Norma Rae, el director Martin Ritt filma una de las películas más emblemáticas de los últimos años sobre la cuestión sindical.

### Crítica
Norma Rae recibió críticas positivas. En Rotten Tomatoes tiene un índice de aprobación del 91% basado en 32 reseñas, con una calificación promedio de 7,6/10. El consenso crítico del sitio web dice: "Dirigido por una estimulante Sally Field, Norma Rae es un drama alentador y políticamente poderoso sobre una mujer común y corriente que adopta una postura extraordinaria".
En Metacritic , la película tiene una puntuación promedio ponderada de 61 sobre 100, basada en reseñas de 47 críticos.

### Palmarés cinematográfico
| Premios                                | Categoría                          | Nominado/a                                                           | Resultado   |
| -------------------------------------- | ---------------------------------- | -------------------------------------------------------------------- | ----------- |
| Premios Oscar                          | Mejor Película                     | Tamara Asseyev y Alex Rose                                           | Nominados   |
| Premios Oscar                          | Mejor Actriz                       | Sally Field                                                          | Ganadora    |
| Premios Oscar                          | Mejor Guion Adaptado               | Irving Ravetch y Harriet Frank Jr.]]                                 | Nominados   |
| Premios Oscar                          | Mejor Canción Original             | "It Goes Like It Goes" Música de David Shire; Letra de Norman Gimbel | Ganadores   |
| American Movie Awards                  | Mejor Actriz                       | Sally Field                                                          | Ganadora    |
| Festival de Cine de Cannes             | Palme d'Or                         | Martin Ritt                                                          | Nominado    |
| Festival de Cine de Cannes             | Technical Grand Prize              | Martin Ritt                                                          | Ganador     |
| Festival de Cine de Cannes             | Mejor Interpretación Femenina      | Sally Field                                                          | Ganadora    |
| Premios Globos de Oro                  | Mejor Película - Drama             | Mejor Película - Drama                                               | Nominado    |
| Premios Globos de Oro                  | Mejor Actriz – Drama               | Sally Field                                                          | Ganadora    |
| Premios Globos de Oro                  | Mejor Guion                        | Irving Ravetch y Harriet Frank Jr.                                   | Nominados   |
| Kansas City Film Critics Circle Awards | Best Actress                       | Sally Field                                                          | Ganadora    |
| Los Angeles Film Critics Association   | Mejor Actriz                       | Sally Field                                                          | Ganadora    |
| National Board of Review               | Mejor Actriz                       | Sally Field                                                          | Ganadora    |
| National Film Preservation Board       | National Film Registry             | National Film Registry                                               | Introducida |
| National Society of Film Critics       | Mejor Actriz                       | Sally Field                                                          | Ganadora    |
| New York Film Critics Circle Award     | Mejor Actriz                       | Sally Field                                                          | Ganadora    |
| Writers Guild of America Awards        | Mejor Guion Adaptado de Otro Medio | Irving Ravetch y Harriet Frank Jr.                                   | Nominados   |